# Coupe de la Ligue portugaise de football 2007-2008
Navigation
Coupe de la Ligue 2008-2009
La coupe de la ligue portugaise de football 2007-2008 (pt : Taça da liga), est la première édition de la coupe de la Ligue portugaise de football. Elle est également appelée Carlsberg Cup pour des raisons de sponsoring. Les 16 équipes de première division (Primera Liga) et les 16 équipes de deuxième division (Liga de Honra) participent à cette compétition soit 32 équipes. Cette première édition est gagnée par le Vitória de Setúbal.

## Déroulement de la compétition

### Calendrier
| Tour | Nom             | Date                      | Participants   |
| 1    | Premier tour    | 4 et 5 août 2007          | 16             |
| 2    | Deuxième tour   | 12 août 2007              | 16 (8+8 de PL) |
| 3    | Troisième tour  | 26 septembre 2007         | 16 (8+8 de PL) |
| 4    | Quatrième tour  | 20, 21 et 31 octobre 2007 | 8              |
| 5    | Phase de groupe | 9, 23 et 30 janvier 2008  | 8              |
| 6    | Finale          | 22 mars 2008              | 2              |

### Participants
- Entre parenthèses, figure le classement de la saison dernière

| Clubs de Primera Liga (16)  | Clubs de Liga de Honra (16)                |
| arrivent au 3e tour         | arrivent au 1er tour (têtes de séries)     |
| --------------------------- | ------------------------------------------ |
| Porto (1er PL)              | Beira-Mar (15e PL)                         |
| Sporting CP (2e PL)         | Desportivo das Aves (16e PL)               |
| Benfica (3e PL)             | Rio Ave (3e LH)                            |
| Sp. Braga (4e PL)           | Santa Clara (4e LH)                        |
| Belenenses (5e PL)          | Gondomar (5e LH)                           |
| Paços de Ferreira (6e PL)   | Feirense (6e LH)                           |
| União de Leiria (7e PL)     | Varzim (7e LH)                             |
| Nacional (8e PL)            | Penafiel (8e LH)                           |
| arrivent au 2e tour         | arrivent au 1er tour (non-têtes de séries) |
| Estrela da Amadora (9e PL)  | Olhanense (9e LH)                          |
| Boavista (10e PL)           | Estoril-Praia (10e LH)                     |
| Marítimo (11e PL)           | Trofense (11e LH)                          |
| Naval (12e PL)              | Gil Vicente (12e LH)                       |
| Académica (13e PL)          | Vizela (13e LH)                            |
| Vitória de Setúbal (14e PL) | Portimonense (14e LH)                      |
| Leixões (1er LH)            | Freamunde (Champ. IID)                     |
| V. Guimarães (2e LH)        | Fátima (Fin. IID)                          |

Légende : (PL) = Primera Liga, (LH) = Liga de Honra, (IID) = II Divisão

## Premier tour

### Format
- Ce premier tour est joué entre les 16 équipes de deuxième division[1].
- Les rencontres sont disputées les 4 et 5 août 2007.
- En cas d'égalité à l'issue d'un match, il n'y a pas de prolongation et la qualification se joue lors de la séance de tirs au but.

### Tirage au sort
- Il est effectué le 12 juillet 2007.
- Les équipes sont réparties en deux pots : 
  - Dans le Pot A, se trouvent les deux relégués de la saison précédente de Primera Liga (Beira-Mar et Desportivo das Aves) ainsi que les équipes ayant terminé entre la 3e et la 8e place lors de la saison précédente de Liga de Honra.
  - Dans le Pot B, se trouvent les équipes ayant terminé entre la 9e et la 14e place lors de la saison précédente de deuxième division ainsi que les promus Fátima et Freamunde issus de la II Divisão.
- Les équipes du Pot B reçoivent les équipes du Pot A[1].

| Pot A               | Pot B         |
| ------------------- | ------------- |
| Beira-Mar           | Olhanense     |
| Desportivo das Aves | Estoril-Praia |
| Rio Ave             | Trofense      |
| Santa Clara         | Gil Vicente   |
| Gondomar            | Vizela        |
| Feirense            | Portimonense  |
| Varzim              | Freamunde     |
| Penafiel            | Fátima        |

### Résultats
| Date   | Équipe 1           | Résultat        | Équipe 2                 |
| ------ | ------------------ | --------------- | ------------------------ |
| 4 août | (LH) Trofense      | 2-1             | Feirense (LH)            |
| 4 août | (LH) Vizela        | 1-3             | Varzim (LH)              |
| 5 août | (LH) Freamunde     | 0-0, 2-4 t.a.b. | Beira-Mar (LH)           |
| 5 août | (LH) Estoril-Praia | 2-1             | Desportivo das Aves (LH) |
| 5 août | (LH) Fátima        | 2-0             | Santa Clara (LH)         |
| 5 août | (LH) Portimonense  | 1-0             | Rio Ave (LH)             |
| 5 août | (LH) Olhanense     | 0-1             | Gondomar (LH)            |
| 5 août | (LH) Gil Vicente   | 2-2, 4-5 t.a.b. | Penafiel (LH)            |

Légende : (LH) = Liga de Honra

## Deuxième tour

### Format
- Ce deuxième tour est joué entre les équipes qualifiées du premier tour et les six clubs de Primera Liga 2006-2007 (première division) classés de la neuvième à la quatorzième place et les deux équipes promues de Liga de Honra 2006-2007 (deuxième division)[1].
- Les rencontres sont disputées le 12 août 2007.
- En cas d'égalité à l'issue d'un match, il n'y a pas de prolongation et la qualification se joue lors de la séance de tirs au but.

### Tirage au sort
- Il est effectué le 6 août 2007[2].
- Les équipes sont réparties en deux pots : 
  - Dans le Pot A, se trouvent les équipes qualifiées à l'issue du premier tour.
  - Dans le Pot B, se trouvent les équipes ayant terminé entre la 9e et la 14e place lors de la saison précédente de premières division ainsi que les promus issus de la deuxième division.
- Les équipes du Pot A reçoivent les équipes du Pot B[1].

| Pot A         | Pot B              | Pot B |
| ------------- | ------------------ | ----- |
| Beira-Mar     | Estrela da Amadora |       |
| Gondomar      | Boavista           |       |
| Varzim        | Marítimo           |       |
| Penafiel      | Naval              |       |
| Estoril-Praia | Académica          |       |
| Trofense      | Vitória de Setúbal |       |
| Portimonense  | Leixões            |       |
| Fátima        | V. Guimarães       |       |

Légende : (PL) = Primera Liga, (LH) = Liga de Honra

### Résultats
| Date    | Équipe 1           | Résultat        | Équipe 2                |
| ------- | ------------------ | --------------- | ----------------------- |
| 12 août | (LH) Estoril-Praia | 0-1             | Estrela da Amadora (PL) |
| 12 août | (LH) Penafiel      | 0-0, 5-4 t.a.b. | Marítimo (PL)           |
| 12 août | (LH) Fátima        | 1-0             | Académica (PL)          |
| 12 août | (LH) Portimonense  | 0-0, 4-3 t.a.b. | Naval (PL)              |
| 12 août | (LH) Varzim        | 0-4             | Leixões (PL)            |
| 12 août | (LH) Gondomar      | 0-3             | Vitória de Setúbal (PL) |
| 12 août | (LH) Trofense      | 0-1             | V. Guimarães (PL)       |
| 12 août | (LH) Beira-Mar     | 1-0             | Boavista (PL)           |

Légende : (PL) = Primera Liga, (LH) = Liga de Honra

## Troisième tour

### Format
- Ce troisième tour est joué entre les équipes qualifiées du premier tour et les huit clubs de Primera Liga classés de la première à la huitième place, la saison précédente[1].
- Les rencontres sont disputées le 26 septembre 2007.
- En cas d'égalité à l'issue d'un match, il n'y a pas de prolongation et la qualification se joue lors de la séance de tirs au but.

### Tirage au sort
- Il est effectué le 7 septembre 2007[3].
- Les équipes sont réparties en deux pots : 
  - Dans le Pot A, se trouvent les équipes qualifiées à l'issue du deuxième tour.
  - Dans le Pot B, se trouvent les équipes ayant terminé entre la 1re et la 8e place lors de la saison précédente de première division.
- Les équipes du Pot A reçoivent les équipes du Pot B[1].

| Pot A              | Pot B             | Pot B |
| ------------------ | ----------------- | ----- |
| Estrela da Amadora | Porto             |       |
| Penafiel           | Sporting CP       |       |
| Fátima             | Benfica           |       |
| Portimonense       | Sp. Braga         |       |
| Leixões            | Belenenses        |       |
| Vitória de Setúbal | Paços de Ferreira |       |
| V. Guimarães       | União de Leiria   |       |
| Beira-Mar          | Nacional          |       |

### Résultats
| Date         | Équipe 1                | Résultat        | Équipe 2               |
| ------------ | ----------------------- | --------------- | ---------------------- |
| 26 septembre | (PL) Leixões            | 0-2             | União de Leiria (PL)   |
| 26 septembre | (LH) Penafiel           | 1-0             | Nacional (PL)          |
| 26 septembre | (LH) Portimonense       | 1-1, 4-3 t.a.b. | Belenenses (PL)        |
| 26 septembre | (LH) Beira-Mar          | 0-0, 4-3 t.a.b. | Paços de Ferreira (PL) |
| 26 septembre | (PL) Vitória de Setúbal | 2-0             | Sp. Braga (PL)         |
| 26 septembre | (LH) Fátima             | 0-0, 4-2 t.a.b. | Porto (PL)             |
| 26 septembre | (PL) Estrela da Amadora | 1-1, 4-5 t.a.b. | Benfica (PL)           |
| 26 septembre | (PL) V. Guimarães       | 0-0, 6-7 t.a.b. | Sporting CP (PL)       |

Légende : (PL) = Primera Liga, (LH) = Liga de Honra

## Quatrième tour

### Format
- Il se déroule avec les huit équipes qualifiées du troisième tour[1].
- Les confrontations se jouent en matchs aller-retour.
- Les matchs aller se déroulent le 20 et le 21 octobre, tandis que les matchs retour ont lieu le 31 octobre.
- En cas d'égalité de buts, à l'issue des deux matchs, le nombre de buts à l'extérieur les départagent. Sinon, une séance de tirs au but est jouée.

### Tirage au sort
- Il est effectué le 28 septembre 2007[4].
- Le tirage au sort est intégral, puisqu'il n'y a plus de têtes de séries[1].

### Résultats
| Dates            | Équipe 1          | Aller | Cumul | Retour | Équipe 2             |
| ---------------- | ----------------- | ----- | ----- | ------ | -------------------- |
| 20 et 31 octobre | (PL) Sporting CP  | 1-2   | 4E-4  | 3-2    | Fátima (LH)          |
| 20 et 31 octobre | (PL) Benfica      | 1-1   | 2-3   | 1-2    | Vitória Setúbal (PL) |
| 21 et 31 octobre | (LH) Portimonense | 1-0   | 2-3   | 1-3    | Beira-Mar (LH)       |
| 21 et 31 octobre | (LH) Penafiel     | 3-1   | 3-2   | 0-1    | União de Leiria (PL) |

Légende : (PL) = Primera Liga, (LH) = Liga de Honra

## Phase de groupes

### Format
- Les quatre équipes qualifiées s'affrontent entre elles une fois lors de ce tour. Le premier et le second se qualifient pour la finale.
- En cas d'égalité, les critères suivants sont utilisés :

1. Plus grand nombre de buts marqués
2. Différence particulière
3. Différence de buts
4. Nombre de victoires
5. Plus petit nombre de buts concédés
6. Classement du fair-play[1].

### Résultats
Source : www.ligaportugal.pt
| Rang | Équipe               | Pts | J | G | N | P | Bp | Bc | Diff |  | Résultats (▼ dom., ► ext.) | Vit | Spo | Pen | Bei |
| ---- | -------------------- | --- | - | - | - | - | -- | -- | ---- |  | -------------------------- | --- | --- | --- | --- |
| 1    | Vitória Setúbal (PL) | 7   | 3 | 2 | 1 | 0 | 5  | 1  | +4   |  | Vitoria                    |     | 1-0 |     | 3-0 |
| 2    | Sporting CP (PL)     | 6   | 3 | 2 | 0 | 1 | 6  | 2  | +4   |  | Sporting                   |     |     | 3-1 | 3-0 |
| 3    | Penafiel (LH)        | 2   | 3 | 0 | 2 | 1 | 3  | 5  | -2   |  | Penafiel                   | 1-1 |     |     |     |
| 4    | Beira-Mar (LH)       | 1   | 3 | 0 | 1 | 2 | 3  | 7  | -4   |  | Beira-Mar                  |     |     | 1-1 |     |

Légende : (PL) = Primera Liga, (LH) = Liga de Honra

## Finale

### Format
- Elle se déroule le 22 mars 2008 à l'Estádio Algarve à Faro.
- En cas d'égalité à l'issue du match, une séance de tirs au but est disputée[1].

### Résultat
| 22 mars 2008                                 | Vitória Setúbal   | 0 – 0                                             | Sporting CP            | Estádio Algarve, Faro                          |                                                |
|                                              | Mendes 69e        | (0 - 0)                                           | Polga 40e · Veloso 49e | Spectateurs : 28 000 Arbitrage : Pedro Proença | Spectateurs : 28 000 Arbitrage : Pedro Proença |
|                                              | Rapport           |                                                   |                        | Spectateurs : 28 000 Arbitrage : Pedro Proença | Spectateurs : 28 000 Arbitrage : Pedro Proença |
| Auri · Pitbull · Elias · Jorginho · Paulinho | Tirs au but 3 - 2 | Romagnoli · Polga · Moutinho · Liédson · Izmaïlov |                        | Spectateurs : 28 000 Arbitrage : Pedro Proença | Spectateurs : 28 000 Arbitrage : Pedro Proença |

## Classement des buteurs
Source : zerozero.pt
| Rang | Joueur         | Club            | Buts |
| ---- | -------------- | --------------- | ---- |
| 1    | Matheus        | Vitória Setúbal | 5    |
| 2    | Liédson        | Sporting CP     | 4    |
| 2    | Hélder Guedes  | Penafiel        | 4    |
| 4    | Freddy Adu     | Benfica         | 3    |
| 4    | Orlando Bakero | Penafiel        | 3    |